# Филиппиде, Александру
Александру Филиппиде (рум. Alexandru Philippide; 1 мая 1859 года, город Бырлад (Румыния) — 12 августа 1933 года , Яссы) — румынский лингвист и филолог, действительный член Румынской академии, профессор Ясского университета, основатель языковой школы.

## Биография
Учился в начальной школе города Бырлад, затем поступил в среднюю школу Георге Рошка Кодряну, которую окончил в 1881 году. Окончил факультет филологии и философии университета в Яссах. В студенческие годы работал в Центральной библиотеке университета в Яссах (1881—1884).. Начал заниматься научной деятельностью.
В 1888—1890 годы продолжил занятия наукой в Галльском университете (Германия).
По отцовской линии ему приходился родственником Дмитрий Даниил Филиппид, монах, ученый историк и знаток греческой письменности, профессор Королевской академии в Бухаресте. Его сын, Александру А. Филиппиде, был писателем и переводчиком, членом Румынской академии.
Александру Филиппиде начал свою педагогическую карьеру в 1890 году учителем румынского языка в Национальной средней школе в Яссах. В 1893 году в Яссах был основан факультет румынской филологии, Александру Филиппиде был назначен профессором университета (по конкурсу), и возглавил кафедру. В 1898 году стал членом-корреспондентом Румынской академии, в 1900 году избран действительным членом. В 1913—1918 годах возглавил факультет литературы и философии университета Ясс.
В 1927 году основал Институт румынской филологии, который сегодня носит его имя.
Между 1897 и 1906 годами написал первый том Словаря румынского языка Академии (часть A — dăzvăț, остающаяся в рукописи), установив принципы и методы работы, соответствующие тезаурусу Словаря румынского языка.

## Научные труды
Он разработал фундаментальные книги для румынской лингвистики и филологии:
- Введение в историю румынского языка и литературы (1888 г.),
- Основы истории языка (1894 г.),
- Элементарная грамматика румынского языка (1897 г.),
- Происхождение румын — т. I. Что говорят исторические источники (1925 г.),
- Происхождение румын — т. II. Что говорят румынский и албанский языки (1928 г.).